# 大田美和
大田 美和（おおた みわ、1963年1月15日 - ）は、歌人、英文学者。中央大学文学部教授。専門は19世紀英国小説。夫は歌人の江田浩司。

## 経歴
東京都生まれ。1986年、早稲田大学第一文学部英文学専修卒業。1984年に朝日新聞朝日歌壇に初めて入選して以来、1986年から1990年にかけて投稿歌がほぼ毎週掲載されるようになり、全国に愛読者を獲得する。1986年全国短歌フォーラムin塩尻で優秀賞を受賞。1988年朝日新聞朝日歌壇賞を受賞。同年、NHK全国短歌大会で特選になる。1989年、未来短歌会に入会し、近藤芳美に師事。1991年、未来年間賞を受賞。同年、第一歌集『きらい』を上梓。フェミニズムの表現として軽やかに性愛を詠み、自立した新しい女性像を立ち上げて、歌壇にデビューを果たす。
1993年、東京大学大学院人文科学研究科英語英文学専攻博士課程を単位取得満期退学し、駒沢女子大学人文学部専任講師となる。助教授を経て、2003年、中央大学文学部教授。1994年日本ブロンテ協会奨励賞受賞。
2010年、『朝鮮学校無償化除外反対アンソロジー』に詩「乾杯　開かれた社会に向けて」で参加。
2010年9月英語の詩「Bon Appétit」で英国Bridport Arts Centre 主催のBridport Prize、Supplementary Prize を受賞。
2014年12月25日、中央大学元教授横湯園子（心理学）の発案による平和運動「女の平和　国会ヒューマンチェーン」実施の前の記者会見に登壇。
2015年1月17日の「女の平和　国会ヒューマンチェーン」で、国会議事堂正門前で「女の平和」のテーマ・ソング(歌詞は大田美和の詩「乾杯――開かれた社会に向けて」の冒頭部「序詞」、作曲は長尾圭一郎）を歌い、スピーチを行う。
2016年5月15日に開催されたイベント「Democracy Strikes Back!! 民主主義の逆襲」（於　早稲田大学大隈講堂）で、「安全保障関連法に反対する中央大学有志の会」の一員として登壇し、「女の平和」のテーマ・ソング（詩「乾杯　開かれた社会に向けて」の「序詞」の部分）を歌い、スピーチを行う。
2016年、2017年、中央大学文学部主催のトーク・ショー　BUN Caféでコーディネーターと司会をつとめる。
2015年5月、ラオスのルアンパバーンのスパーヌウォン大学のワンアジア財団による寄付講座で歌人近藤芳美と作曲家尹伊桑について講義を行う。
2017年11月、韓国の培材大学校のワンアジア財団による寄付講座で、「作曲家尹伊桑とアジア共同体」という題名で講義を行う。
2018年1月、「分断をどう越えるか―福島と短歌」において、基調講演「分断と文学の可能性」を行い、パネルディスカッションの司会をつとめる（主催　現代短歌社）（於　セレクトン福島）。　
2018年5月、高知県安芸郡馬路村のキャリア教育学習のため、「英語が開いた私の人生（マイウェイ）―歌人、大学人として」という演題で講演（於　馬路村就業改善センター２階ホール）（馬路村教育委員会主催）。
2018年11月、ベトナムのハノイのハノイ建築大学のワンアジア財団による寄付講座で、「絵本作家いわさきちひろとアジア共同体」という題で講義を行う。
2019年4月より2023年3月まで中央大学杉並高等学校の校長を兼務。
2020年4月、初めてのエッセイ集である、思考集『世界の果てまでも』を出版。https://hokutousya.jimdo.com/%E3%83%9B%E3%83%BC%E3%83%A0%E2%85%B1-1/
2022年5月、初めての現代詩集『大田美和詩集　二〇〇四ー二〇二一』を出版。https://hokutousya.jimdo.com/
2023年6月、Read Manchester's Poetry Place の5月の詩（テーマはawareness of mental health) に応募した英語の詩「A Gatekeeper」が　May's Winners　受賞。https://literacytrust.org.uk/communities/manchester/read-manchesters-poetry-place/poetry-place-monthly-winners/　

2023年10月、『詩の檻はない』朗読会（於　横浜市ことぶき協働スペース）に出演。https://www.chuo-u.ac.jp/academics/faculties/letters/news/2023/09/67799/
2023年12月、「アフガニスタンの詩人と日本の詩人たちの知性対話　言論の自由と女性の地位、社会の解放について」（於　横浜市ことぶき協働スペース）のパネリストをつとめる。　https://www.chuo-u.ac.jp/academics/faculties/letters/news/2023/11/68907/
2024年4月22日特別公演「ガザ・パレスチナへの詩と歌　第二のナクバに対して」に出演（於　大久保　ひかりのうま）https://www.sakurai-makiko.com/sq/prayforgazapalestine

## 著書
- 歌集『きらい』河出書房新社、1991年 ISBN 4309006957
- 歌集『水の乳房』北冬舎、1996年 ISBN 4900456403
- 『レクイエム』（田口智子画）エディションq、1997年
- 歌集『飛ぶ練習』北冬舎、2003年 ISBN 4860730135
- 『アン・ブロンテ 二十一世紀の再評価』中央大学出版部 2007.11 ISBN 4805751657
- 歌集『葡萄の香り、噴水の匂い』北冬舎、2010年 ISBN 4903792250
- 『大田美和の本』北冬舎、2014年
- エッセイ集『世界の果てまでも』北冬舎、2020年　ISBN 9784903792736
- 『大田美和詩集　二〇〇四ー二〇二一』　北冬舎、2022年　ISBN 978-4-903792-80-4
- 歌集『とどまれ』北冬舎、2023年　ISBN　9784903792842
- 歌集『かがやけ』北冬舎　2024年　ISBN　9784903792859